# Alemannischer Literaturpreis
Der Alemannische Literaturpreis wird von den Stiftern Große Kreisstadt Waldshut-Tiengen, dem Medienhaus Südkurier und der Sparkasse Hochrhein verliehen (Stand 2020).
Mit diesem Literaturpreis wird die deutschsprachige Literatur – auch die des Dialekts – des alemannischen Sprachraums einschließlich Vorarlberg, Deutschschweiz und Elsass seit 1981 gefördert und ausgezeichnet. Der Preis wird alle drei Jahre vergeben und ist mit 10.000 Euro dotiert (Stand 2020).

## Preisträger
- 1981: Ernst Burren
- 1983: Maria Beig
- 1985: Manfred Bosch
- 1987: Franz Hohler
- 1990: Markus Werner
- 1993: Robert Schneider
- 1996: Hermann Kinder
- 1999: Arnold Stadler
- 2002: Martin Walser
- 2005: Karl-Heinz Ott
- 2008: Peter Weber
- 2011: Peter Stamm
- 2014: Thomas Hürlimann
- 2017: Arno Geiger
- 2020: Christoph Keller für seinen Roman Der Boden unter den Füßen
- 2024: Julia Weber für ihren Roman Die Vermengung